# Dariusz Kaczorowski
Dariusz Andrzej Kaczorowski (ur. 15 września 1959 we Wrocławiu) – polski fizyk, profesor nauk fizycznych, członek korespondent Polskiej Akademii Nauk, członek Academia Europaea, profesor zwyczajny w Instytucie Niskich Temperatur i Badań Strukturalnych im. Włodzimierza Trzebiatowskiego Polskiej Akademii Nauk (INTiBS PAN) we Wrocławiu. Specjalizuje się w eksperymentalnych badaniach materii skondensowanej, a w szczególności badaniach zjawisk współistnienia nadprzewodnictwa i magnetyzmu w układach z silnymi korelacjami elektronowymi oraz fizyce materii topologicznej.
Jest autorem trzech kilkusetstronicowych monografii encyklopedycznych (Springer Verlag) oraz ponad 620 oryginalnych artykułów naukowych w uznanych czasopismach z listy filadelfijskiej. Wśród nich są liczne prace w czasopismach z najwyższym czynnikiem wpływu w obszarze fizyki ciała stałego (Nature Commun., Proc. Nat. Acad. Sci. USA, Nano Lett., Phys. Rev. X, Phys. Rev. Lett., Phys. Rev. B). Jego publikacje uzyskały dotąd ponad 7800 cytowań; indeks Hirscha h = 38 (dane wg Web of Science z dnia 01.08.2025). Należy do grona 2% najczęściej cytowanych naukowców ze wszystkich dziedzin naukowych na świecie (Uniwersytet Stanforda, 2020, 2022, 2024). Swoje wyniki naukowe prezentował na ponad 150 międzynarodowych konferencjach naukowych zorganizowanych w kraju i za granicą. Wygłosił ponad 50 wykładów na zaproszenie na ważnych konferencjach naukowych, w tym liczne wykłady plenarne. Przewodniczył siedmiu międzynarodowym konferencjom naukowym oraz współorganizował 15 innych międzynarodowych konferencji, warsztatów i szkół naukowych. Jest członkiem ponad 50 komitetów doradczych lub programowych najważniejszych międzynarodowych konferencji naukowych z obszaru magnetyzmu, nadprzewodnictwa i niskich temperatur.

## Życiorys
Studia wyższe magisterskie ukończył w 1983 r. na Wydziale Elektroniki Politechniki Wrocławskiej uzyskując tytuł zawodowy inżyniera elektronika. W latach 1983–1987 odbył studia doktoranckie w INTiBS PAN, zakończone w roku 1988 uzyskaniem stopnia doktora nauk fizycznych. W roku 1997 uzyskał stopień doktora habilitowanego nauk fizycznych, a w roku 2005 tytuł naukowy profesora nauk fizycznych. Swoją karierę zawodową związał głównie z INTiBS PAN, gdzie był zatrudniony kolejno jako starszy asystent (1987-1988), adiunkt (1988-1998), docent (1998-2005), a wreszcie profesor zwyczajny (od 2005). W latach 2015–2016 był zatrudniony na etacie profesora zwyczajnego w Międzynarodowym Laboratorium Silnych Pól Magnetycznych i Niskich Temperatur we Wrocławiu. W latach 2018-2022 pracował na części etatu profesora zwyczajnego w Instytucie Fizyki Molekularnej PAN w Poznaniu. 
Odbył szereg długoterminowych staży naukowych za granicą (Politechnika ETH w Zurychu, Politechnika w Darmstadt, Uniwersytet we Frankfurcie n/Menem, Uniwersytet w Münster, Uniwersytet Wiedeński, Instytut Maxa Plancka Fizyki Chemicznej Ciała Stałego w Dreźnie), w tym jako stypendysta Fundacji im. Alexandra von Humboldta (1990-1991) oraz Programu im. Lise Meitner (1995-1996). W roku 2005 pracował jako profesor wizytujący w Centrum KYOKUGEN Uniwersytetu w Osace. Zrealizował wiele krótkich pobytów badawczych (wykłady, konsultacje, badania naukowe) w kilkunastu zagranicznych centrach naukowo-badawczych (Europa, RPA, Japonia). Będąc w kraju prowadzi intensywną współpracę naukową z uczonymi z wielu renomowanych ośrodków akademickich na świecie.
W INTiBS PAN pełnił szereg funkcji kierowniczych: Pełnomocnika Dyrektora Instytutu ds. Współpracy Naukowej z Zagranicą (1998-2002), Głównego Koordynatora Europejskiego Centrum Doskonałości (2002-2005), Kierownika Zakładu Magnetyków (2005-2010), Zastępcy Dyrektora Instytutu ds. Naukowych (2011-2017), Kierownika Oddziału Magnetyków INTiBS PAN (2008-2022).. Od 1 stycznia 2023 pełni funkcję Dyrektora INTiBS PAN.
Jest członkiem z wyboru wielu ciał kolegialnych. Od roku 1997 zasiada w Radzie Naukowej INTiBS PAN, od roku 2019 jest członkiem Rady Naukowej IFM PAN, a od roku 2023 jest członkiem Rady Naukowej Instytutu Fizyki PAN. Od roku 2012 jest członkiem Komitetu Fizyki PAN. W tym samym roku został powołany w skład panelu ekspertów Narodowego Centrum Nauki. W latach 2019-2022 był członkiem Rady Doskonałości Naukowej I kadencji. Od 2022 jest członkiem korespondentem Polskiej Akademii Nauk. W 2025 został wybrany na członka Academia Europaea.
Przez dwie kadencje (2005-2011) reprezentował środowiska naukowe krajów Środkowej i Wschodniej Europy w Komisji ds. Magnetyzmu Międzynarodowej Unii Fizyki Czystej i Stosowanej (IUPAP). Od roku 2017 pełni funkcję członka stowarzyszonego Komisji ds. Niskich Temperatur IUPAP oraz Komisji ds. Magnetyzmu IUPAP. W latach 2002–2002 był członkiem panelu naukowego Berlińskiego Centrum Rozpraszania Neutronów przy Instytucie Hahna i Meitner w Berlinie, a latach 2015–2016 pracował w międzynarodowym komitecie doradczym Laboratorium Magnetyzmu i Niskich Temperatur Uniwersytetu Karola w Pradze. Od roku 2016 jest członkiem międzynarodowego komitetu doradczego konsorcjum Institut-Laue-Langevin – Republika Czeska oraz członkiem międzynarodowego komitetu doradczego Laboratorium Wzrostu Materiałów i Pomiarów Uniwersytetu Karola w Pradze i Instytutu Fizyki Czeskiej Akademii Nauk. Od roku 2015 reprezentuje INTiBS PAN w European Integrated Center for the Development of New Metallic Alloys and Compounds. W roku 2018 został powołany w skład panelu ekspertów laboratorium ACTUSLAB Wspólnego Centrum Badawczego JRC w Karlsruhe.
Kierował 5 własnymi projektami badawczymi finansowanymi przez Komitet Badań Naukowych (KBN), Ministerstwo Nauki i Szkolnictwa Wyższego (MNiSW), Narodowe Centrum Nauki (NCN), w tym projektem MAESTRO NCN (2016-2021), oraz 2 projektami promotorskimi (MNiSW). Był głównym wykonawcą w 8 innych grantach badawczych (KBN, MNiSW, NCN). Był krajowym koordynatorem badawczego projektu sieciowego Europejskiego Programu Współpracy w Dziedzinie Badań Naukowo-Technicznych COST (2005-2009). Koordynował międzynarodowe projekty sieciowe zrealizowane w ramach programów ramowych Unii Europejskiej oraz kilkanaście projektów bilateralnych (Francja, Niemcy, Austria, Portugalia, Słowacja, Ukraina, Rosja, Rep. Płd. Afryki, Indie, Japonia). Był pomysłodawcą i współuczestnikiem kilkudziesięciu eksperymentów przeprowadzonych w europejskich ośrodkach neutronograficznych i synchrotronowych.
Jest recenzentem projektów badawczych na zlecenie krajowych (NCN, MNiSW, Fundacja na rzecz Nauki Polskiej) i zagranicznych (Komisja Europejska, National Science Foundation – USA, National Research Foundation – RPA, Czech Science Foundation) agencji grantowych. Recenzuje prace zgłaszane do kilkunastu indeksowanych czasopism naukowych o zasięgu światowym. Jest autorem wielu recenzji opracowań naukowych i opinii awansowych wydawanych na zlecenie podmiotów krajowych i zagranicznych (Austria, Ukraina, Indie, RPA).
Za swoje osiągnięcia naukowe otrzymał Nagrodę Sekretarza PAN (1980), Nagrodę Wydziału Matematyki, Fizyki i Chemii PAN (1998), Medal Journees des Actinides (2019), Nagrodę Ministra Nauki i Szkolnictwa Wyższego (2020), Nagrodę im. Wojciecha Rubinowicza Polskiego Towarzystwa Fizycznego (2020), Polską Nagrodę Inteligentnego Rozwoju (2020). W roku 2017, został odznaczony przez Prezydenta RP Krzyżem Kawalerskim Orderu Odrodzenia Polski za „wybitne osiągnięcia w pracy naukowo-badawczej oraz wspieranie międzynarodowej współpracy naukowej.”
Należy do European Rare-Earth and Actinide Society (od 2007), Materials Research Society (od 2013), Polskiego Towarzystwa Fizycznego (od 2014).